# 高观音隆
高观音隆（?—?），是12世纪大理国点蒼山蓮花峰芒湧溪人氏，高智昇的玄孙，高昇泰的弟弟高昇祥的曾孙。大理宣宗段智兴利贞三年（1174年），他推翻执政的相国高寿昌，拥立族侄高贞明为相国、中国公。十一月，阿机起兵，夺高贞明之位还给高寿昌，高贞明逃到鹤庆，自称明国公。两年后（1176年），高观音隆的儿子高观音妙从白崖起兵，自立为相国，夺高寿昌位。